# J・C・ジャクソン
ジェラルド・クリストファー・ジャクソン（Jerald Christopher Jackson, 1995年11月17日 - ）は、アメリカ合衆国フロリダ州イモカリー出身のプロアメリカンフットボール選手。ポジションはコーナーバック。

## 経歴

### ニューイングランド・ペイトリオッツ
2018年のNFLドラフトにアーリーエントリーするも指名はなく、ドラフト後の2018年5月18日にニューイングランド・ペイトリオッツと4年総額172万ドルの契約を結んだ。

#### 2018年シーズン
開幕前のトレーニングキャンプで結果を残してロースター入りし、13試合に出場して23タックル、3インターセプトを記録するなど活躍した。チームはプレーオフを勝ち上がってスーパーボウルに進出し、ロサンゼルス・ラムズを破って優勝した。

#### 2019年シーズン
このシーズンは16試合に出場して34タックル、5インターセプトを記録した。

#### 2020年シーズン
このシーズンは16試合に出場して37タックル、9インターセプトを記録した。

#### 2021年シーズン
開幕前に制限付きFAとなり、ペイトリオッツと1年338万ドルで再契約した。
シーズンは17試合に出場し、8インターセプトや、リーグトップとなる23パスディフレクション、自己最高の58タックルを記録。自身初となるプロボウル、オールプロセカンドチームに選出された。

### ロサンゼルス・チャージャーズ
2022年3月16日にロサンゼルス・チャージャーズと5年総額8,250万ドルの契約を結んだ。
2022年シーズンは怪我に苦しみ、わずか5試合の出場に留まった。

### ペイトリオッツ復帰
2023年10月3日に2025年のドラフト6巡目、7巡目指名の交換権とのトレードで、古巣のペイトリオッツに復帰した。
12月19日、代理人によればメンタルヘルスの問題でNFIリスト入りし、シーズンの残りの試合を欠場した。2024年3月1日、ペイトリオッツからリリースされた。

## 人物
大学時代の2015年4月に強盗容疑で逮捕されたが、11月に無罪となった。

## その他
ジャクソンの故郷であるコリアー郡は彼の活躍に敬意を表し、毎年4月9日を「J・C・ジャクソンデー」と定めている。